# 목동맥삼각
목동맥삼각(carotid triangle), 또는 경동맥삼각은 앞목삼각의 일부인 목의 삼각이다.

## 경계
경계는 다음과 같다.
- 뒤쪽 경계: 목빗근의 앞쪽 경계
- 앞아래쪽 경계: 어깨목뿔근의 위힘살
- 위쪽 경계: 턱두힘살근의 뒤힘살

외피, 얕은근막, 넓은목근, 깊은근막으로 덮여 있다. 또한 얼굴신경의 가지들과 가로목신경의 오름가지들이 지나간다.
삼각의 바닥은 방패목뿔막, 목뿔혀근, 중간인두수축근과 아래인두수축근 등으로 구성된다.

## 동맥
바깥목동맥과 속목동맥이 나란히 놓여 있으며 바깥목동맥은 속목동맥이나 목동맥삼각보다 앞쪽에 있다.
바깥목동맥의 다음 가지들도 이 삼각을 지나간다.
- 위갑상동맥: 앞아래쪽으로 주행
- 혀동맥: 앞쪽으로 똑바로 주행
- 얼굴동맥: 위앞쪽으로 주행
- 뒤통수동맥: 위뒤쪽으로 주행
- 오름인두동맥: 속목동맥 안쪽에서 똑바로 위로 주행

## 정맥
목동맥삼각을 지나가는 정맥은 다음과 같다.
- 온목동맥과 속목동맥 가쪽에 있는 속목정맥
- 위에서 언급된 바깥목동맥 가지들의 동반정맥. 모두 속목정맥에서 끝난다.
  - 위갑상정맥
  - 혀정맥
  - 속목정맥으로 합류하는 온얼굴정맥
  - 일반적으로 속목정맥에서 끝나는 오름인두정맥
  - 간혹 뒤통수정맥

## 신경
목혈관신경집보다 얕은 쪽에는 혀밑신경과, 목신경얼기에서 나오는 목신경고리가 놓여 있다.
혀밑신경은 속목동맥과 바깥목동맥을 가로질러 뒤통수동맥의 시작점 주변에서 돈다.
온목동맥과 속목정맥 뒤에서 미주신경이 함께 목혈관신경집에 싸여 있다. 목혈관신경집 뒤에는 교감신경줄기가 있다.
혈관들의 가쪽에서 더부신경은 목빗근을 관통하기 전 짧은 거리를 목동맥삼각 안에서 주행한다. 또한 바깥목동맥 안쪽, 목뿔뼈 바로 아래에서 위후두신경의 안쪽 가지를 볼 수 있다. 더 아래에는 위후두신경의 바깥 가지가 위치한다.

## 기타 구조물
후두의 윗부분과 인두의 아랫부분도 목동맥삼각의 앞부분에 놓여 있다.

## 추가 이미지
위키미디어 공용에 목동맥삼각 관련 미디어 분류가 있습니다.

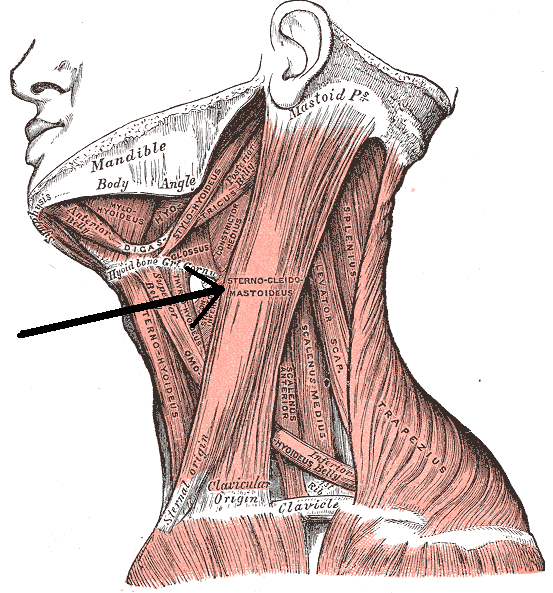
목빗근.
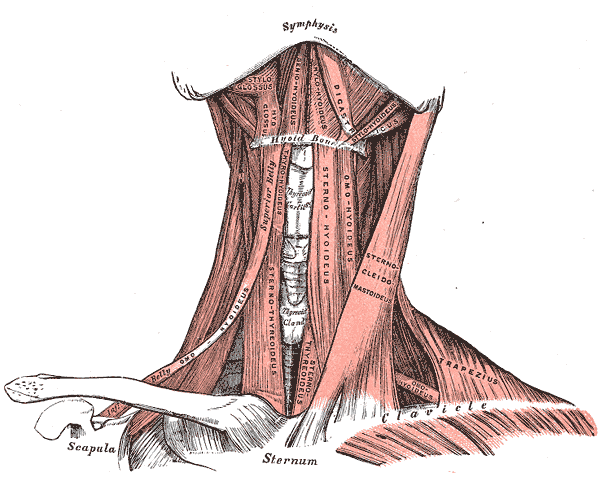
목의 근육을 앞에서 본 그림.
목의 삼각. 목동맥삼각은 7번에 해당한다.
목의 삼각. 목동맥삼각은 왼쪽의 하늘색으로 표시된 삼각.

## 참고 문헌
이 문서는 현재 퍼블릭 도메인에 속하는 그레이 해부학 제20판(1918) page 564의 내용을 기초로 작성된 글이 포함되어 있습니다.